# 盧麒
盧麒（1948年—1967年3月23日），香港人，祖籍南海。據1966年4月6日工商日報報導，盧是新蒲崗製衣廠文員、業餘拳擊家。天星小輪加價事件中，盧等於4月5日加入蘇守忠絕食行列。當日下午，蘇在天星碼頭被警方以阻街罪拘捕後，盧等卽往港督府，要求香港總督戴麟趾放人。府只許一人入，於是由盧景石入。但港督開會沒有空見他。當晚，盧等帶領千人在九龍遊行抗議。九龍暴動後，盧被警方以煽動暴動及煽動破壞公安兩罪拘捕。23日，裁判官判定煽動暴動罪不成立，煽動破壞公安罪名成立，判守行為三年。5月10日，警方以盧涉嫌於元朗偷竊一輛單車，將他再次拘捕。審訊後，被判入獄四個月，至8月獲釋。盧獲釋後即對報章表示欲前往美國，但未成行。1967年3月23日，盧被發現於佐敦谷徙置區1座5樓444室寓所內吊死。警方調查後認為是吊頸自殺，但蘇守忠、葉錫恩等懷疑盧是被警方虐打至死，葉錫恩後來捐出港幣300元作為「盧麒基金」，用以協助被遺忘的青年。 至4月，蘇及其他青年為追悼盧在旺角示威，蘇再被警方拘捕，被判入青山醫院14天。

## 相關作品
香港作家黃碧雲根據相關資料完成作品《盧麒之死》，分別由香港天地圖書及台灣大田出版。

## 外部連結
- 蘇守忠專訪 （页面存档备份，存于）